# Ronde van Spanje 2008
De 63e editie van de Ronde van Spanje ging op zaterdag 30 augustus 2008 van start in Granada, in het zuiden van Spanje. De ronde voerde via onder andere Toledo, de Spaanse Pyreneeën, Burgos en Valladolid over 3169 kilometer en 21 etappes naar Madrid, waar op 21 september 2008 gefinisht werd. Winnaar werd de Spanjaard Alberto Contador, die hiermee in ruim een jaar tijd de drie Grote Ronden won.

## Parcours
De Vuelta begon met een korte ploegentijdrit in Granada. De route ging daarna met vier vlakke etappes en een tijdrit noordwaarts tot aan Toledo. Op de eerste rustdag verplaatste het peloton zich naar de Pyreneeën. Daar reden ze twee bergetappes. Na twee vlakke en twee overgangsetappes volgde opnieuw een rustdag op 12 september. Daarna moesten de wielrenners de beruchte Alto de El Angliru op, een van de zwaarste beklimmingen uit de wielersport. De volgende etappe eindigde in het skioord Fuentes de Invierno. Twee zware en drie vlakke etappes, een klimtijdrit en de slotrit voerden het peloton vervolgens via Galicië naar Madrid.

## Vooraf
Omdat Manuel Beltrán tijdens de Ronde van Frankrijk 2008 werd betrapt op gebruik van epo, werd gevreesd dat zijn ploeg Liquigas niet mocht starten in de Ronde van Spanje 2008. De ploeg trad echter wel aan. Titelverdediger Denis Mensjov reed niet mee. Het Nederlandse talent Robert Gesink was in de plaats van Mensjov de kopman van Rabobank. Gesink maakte zijn debuut in een Grote Ronde en werd verrassend 7de.
Als favorieten werden de Astana-renners Alberto Contador, Andreas Klöden en Levi Leipheimer, CSC-coureur Carlos Sastre en Caisse d'Epargne-renner Alejandro Valverde getipt. Wedkantoren zagen onder anderen Robert Gesink, Igor Antón, Ezequiel Mosquera, Jaroslav Popovytsj en Damiano Cunego als overige belangrijkste kanshebbers.
Van de UCI ProTour-ploegen deden Team Columbia en het voormalige Saunier Duval niet mee. De deelnemende pro-continentale teams waren Andalucía-Cajasur, Xacobeo-Galicia en Tinkoff Credit Systems.

## Eindklassement
Alberto Contador werd winnaar van het eindklassement van de Ronde van Spanje van 2008 met een voorsprong van 46 seconden op Levi Leipheimer en ruim vier minuten op Carlos Sastre. In de top tien staan zes Spanjaarden. Het Nederlandse talent Robert Gesink werd zevende in zijn eerste grote ronde als profwielrenner. Verder staan nog een Amerikaan, een Fransman en een Italiaan bij de eerste tien.

## Eindklassementen

### Algemeen klassement
| Plaats      | Naam               | Ploeg             | Tijd      |
| ----------- | ------------------ | ----------------- | --------- |
| Gouden trui | Alberto Contador   | Astana            | 80u40'08" |
| 2           | Levi Leipheimer    | Astana            | + 46"     |
| 3           | Carlos Sastre      | Team CSC          | + 4' 12"  |
| 4           | Ezequiel Mosquera  | Xacobeo Galicia   | + 5' 19"  |
| 5           | Alejandro Valverde | Caisse d'Epargne  | + 6' 00"  |
| 6           | Joaquim Rodríguez  | Caisse d'Epargne  | + 6' 50"  |
| 7           | Robert Gesink      | Rabobank          | + 6' 55"  |
| 8           | David Moncoutié    | Cofidis           | + 10' 10" |
| 9           | Egoi Martínez      | Euskaltel-Euskadi | + 10' 57" |
| 10          | Marzio Bruseghin   | Lampre            | + 11' 56" |

## Etappe-overzicht
| datum    | etappe  | route                                           | afstand  | winnaar                                                          | ploeg                                                            | Klassementsleider  |
| -------- | ------- | ----------------------------------------------- | -------- | ---------------------------------------------------------------- | ---------------------------------------------------------------- | ------------------ |
| 30 aug.  | 1       | Granada - Granada (ploegentijdrit)              | 7,7 km   | Liquigas (Pozzato, Agnoli, Quinziato, Bennati, Vanotti, Franzoi) | Liquigas (Pozzato, Agnoli, Quinziato, Bennati, Vanotti, Franzoi) | Filippo Pozzato    |
| 31 aug.  | 2       | Granada - Jaén                                  | 167,3 km | Alejandro Valverde                                               | Caisse d'Epargne                                                 | Alejandro Valverde |
| 1 sept.  | 3       | Jaén - Córdoba                                  | 168,6 km | Tom Boonen                                                       | Quick·Step                                                       | Daniele Bennati    |
| 2 sept.  | 4       | Córdoba - Puertollano                           | 170,3 km | Daniele Bennati                                                  | Liquigas                                                         | Daniele Bennati    |
| 3 sept.  | 5       | Ciudad Real - Ciudad Real (ind. tijdrit)        | 42,5 km  | Levi Leipheimer                                                  | Astana                                                           | Levi Leipheimer    |
| 4 sept.  | 6       | Ciudad Real - Toledo                            | 150,1 km | Paolo Bettini                                                    | Quick·Step                                                       | Sylvain Chavanel   |
| 5 sept.  | Rustdag | Rustdag                                         | Rustdag  | Rustdag                                                          | Rustdag                                                          | Rustdag            |
| 6 sept.  | 7       | Barbastro - Naturlandia-La Rabassa (AND)        | 223,2 km | Alessandro Ballan                                                | Lampre                                                           | Alessandro Ballan  |
| 7 sept.  | 8       | Escaldes-Engordany (AND) - Pla de Beret         | 151,0 km | David Moncoutié                                                  | Cofidis                                                          | Levi Leipheimer    |
| 8 sept.  | 9       | Vielha - Sabiñánigo                             | 200,8 km | Greg Van Avermaet                                                | Silence-Lotto                                                    | Egoi Martinez      |
| 9 sept.  | 10      | Sabiñánigo - Zaragoza                           | 151,3 km | Sébastien Hinault                                                | Crédit Agricole                                                  | Egoi Martinez      |
| 10 sept. | 11      | Calahorra - Burgos                              | 178,0 km | Óscar Freire                                                     | Rabobank                                                         | Egoi Martinez      |
| 11 sept. | 12      | Burgos - Suances                                | 186,4 km | Paolo Bettini                                                    | Quick·Step                                                       | Egoi Martinez      |
| 12 sept. | Rustdag | Rustdag                                         | Rustdag  | Rustdag                                                          | Rustdag                                                          | Rustdag            |
| 13 sept. | 13      | San Vicente de la Barquera - Alto de El Angliru | 209,5 km | Alberto Contador                                                 | Astana                                                           | Alberto Contador   |
| 14 sept. | 14      | Oviedo - Fuentes de Invierno                    | 158,4 km | Alberto Contador                                                 | Astana                                                           | Alberto Contador   |
| 15 sept. | 15      | Cudillero - Ponferrada                          | 202,0 km | David García                                                     | Xacobeo-Galicia                                                  | Alberto Contador   |
| 16 sept. | 16      | Ponferrada - Zamora                             | 186,3 km | Tom Boonen                                                       | Quick·Step                                                       | Alberto Contador   |
| 17 sept. | 17      | Zamora - Valladolid                             | 148,2 km | Wouter Weylandt                                                  | Quick·Step                                                       | Alberto Contador   |
| 18 sept. | 18      | Valladolid - Las Rozas                          | 167,4 km | Imanol Erviti                                                    | Caisse d'Epargne                                                 | Alberto Contador   |
| 19 sept. | 19      | Las Rozas - Segovia                             | 145,5 km | David Arroyo                                                     | Caisse d'Epargne                                                 | Alberto Contador   |
| 20 sept. | 20      | La Granja - Alto de Navacerrada (ind. tijdrit)  | 17,1 km  | Levi Leipheimer                                                  | Astana                                                           | Alberto Contador   |
| 21 sept. | 21      | San Sebastián de los Reyes - Madrid             | 102,2 km | Matti Breschel                                                   | Team CSC Saxo Bank                                               | Alberto Contador   |

## Klassementsleiders na elke etappe
| Etappe | Gouden trui Alg. klassement | Blauwe trui Puntenklassement | Rode trui Bergklassement | Witte trui Combiklassement | Ploegenklassement |
| 1      | Filippo Pozzato             | niet uitgereikt              | niet uitgereikt          | niet uitgereikt            | Liquigas          |
| 2      | Alejandro Valverde          | Alejandro Valverde           | Jesús Rosendo Prado      | Egoi Martínez              | Caisse d'Epargne  |
| 3      | Daniele Bennati             | Alejandro Valverde           | Jesús Rosendo Prado      | Egoi Martínez              | Caisse d'Epargne  |
| 4      | Daniele Bennati             | Daniele Bennati              | Jesús Rosendo Prado      | Paolo Bettini              | Quick·Step        |
| 5      | Levi Leipheimer             | Daniele Bennati              | Jesús Rosendo Prado      | Egoi Martínez              | Astana            |
| 6      | Sylvain Chavanel            | Daniele Bennati              | Jesús Rosendo Prado      | Paolo Bettini              | Astana            |
| 7      | Alessandro Ballan           | Daniele Bennati              | Alessandro Ballan        | Alessandro Ballan          | Astana            |
| 8      | Levi Leipheimer             | Alejandro Valverde           | Alessandro Ballan        | Alberto Contador           | Astana            |
| 9      | Egoi Martínez               | Alejandro Valverde           | David Moncoutié          | Alberto Contador           | Caisse d'Epargne  |
| 10     | Egoi Martínez               | Greg Van Avermaet            | David Moncoutié          | Alberto Contador           | Caisse d'Epargne  |
| 11     | Egoi Martínez               | Greg Van Avermaet            | David Moncoutié          | Alberto Contador           | Caisse d'Epargne  |
| 12     | Egoi Martínez               | Greg Van Avermaet            | David Moncoutié          | Alberto Contador           | Astana            |
| 13     | Alberto Contador            | Greg Van Avermaet            | David Moncoutié          | Alberto Contador           | Caisse d'Epargne  |
| 14     | Alberto Contador            | Alberto Contador             | David Moncoutié          | Alberto Contador           | Caisse d'Epargne  |
| 15     | Alberto Contador            | Alberto Contador             | David Moncoutié          | Alberto Contador           | Caisse d'Epargne  |
| 16     | Alberto Contador            | Alberto Contador             | David Moncoutié          | Alberto Contador           | Caisse d'Epargne  |
| 17     | Alberto Contador            | Greg Van Avermaet            | David Moncoutié          | Alberto Contador           | Caisse d'Epargne  |
| 18     | Alberto Contador            | Greg Van Avermaet            | David Moncoutié          | Alberto Contador           | Caisse d'Epargne  |
| 19     | Alberto Contador            | Greg Van Avermaet            | David Moncoutié          | Alberto Contador           | Caisse d'Epargne  |
| 20     | Alberto Contador            | Greg Van Avermaet            | David Moncoutié          | Alberto Contador           | Caisse d'Epargne  |
| 21     | Alberto Contador            | Greg Van Avermaet            | David Moncoutié          | Alberto Contador           | Caisse d'Epargne  |